# Andalgala Airport
Andalgala Airport är en flygplats i Argentina.   Den ligger i provinsen Catamarca, i den norra delen av landet, 1 100 kilometer nordväst om huvudstaden Buenos Aires. Andalgala Airport ligger 933 meter över havet.
Terrängen runt Andalgala Airport är platt åt sydväst, men åt nordost är den kuperad. Närmaste större samhälle är Andalgalá, 3,9 kilometer nordost om Andalgala Airport.
Omgivningarna runt Andalgala Airport är i huvudsak ett öppet busklandskap. Runt Andalgala Airport är det mycket glesbefolkat, med 4 invånare per kvadratkilometer.